# كاغوازو
كاغوازو (بالإنجليزية: Caaguazú Department)‏ هي إدارة في باراغواي، تتبع باراغواي، ، عاصمتها كورونيل اوفييدو .

## جغرافيا
تقع الإدارة في وسط شرق باراغوي تبلغ مساحتها 11٬474٫0 كيلومتر مربع.

### الموقع
تشترك في الحدود مع:
- إدارة كانينديو
- كورديليرا
- غوايرا
- ألتو بارانا
- كازابا
- إدارة سان بيدرو.

## ديموغرافيا
يبلغ عدد سكانها 483٬048  نسمة (حسب تعداد 2012)

## أعلام
- نيلسون فالديز
- دييغو لوبيز
- سيكستو فيرا